# اوآراف یک
اوآراف یک (ORF 1) نخستین شبکه تلویزیونی اتریش است که در سال ۱۹۵۵ آغاز به کار کرد. این کانال یکی از چهار کانال عمومی اتریش می‌باشد. بیشتر برنامه‌های او آر اف ۱ شامل مجموعه‌های تلویزیونی و فیلم می‌شود، در حالی که تمرکز کانال او آر اف ۲ بر روی برنامه‌های فرهنگی واطلاعات عمومی است. او آر اف ورزشی کانالی جدید برای پخش رویدادهای ورزشی می‌باشد ولی او آر اف ۱ همچنان به پخش مسابقات ورزشی مهم می‌پردازد. او آر اف ۱ از طریق ماهواره آستارا ۱ نیز پخش می‌شود.

## برنامه‌ها
او آر اف ۱ بیشتر، مجموعه تلویزیونی و فیلم پخش می‌کند. صبح‌ها برنامه‌ای برای کودکان به نام اوکیداکی پخش می‌شود.  مسابقه‌های ورزشی محبوب شامل فرمول یک، اسکی و فوتبال نیز از این کانال پخش می‌شود.